# Donibristle
Donibristle è un piccolo villaggio del Fife, Scozia situato in prossimità del Firth of Forth.
Donibristle faceva parte di un comprensorio minerario per lo sfruttamento di miniere di carbone. Con la cessazione di tale attività mineraria, Donibristle divenne un villaggio dormitorio i cui abitanti svolgono la propria attività lavorativa prevalentemente come pendolari presso i maggiori centri limitrofi.